# Brezova (Celje)
Brezova (pronuncia [ˈbɾeːzɔʋa]) è un insediamento (naselje) di 237 abitanti, della municipalità di Celje nella regione statistica della Savinjska in Slovenia.
L'area faceva tradizionalmente parte della regione storica della Stiria, ora invece è inglobata nella regione della Savinjska.